# Antilliaans Verhaal (documentaire)

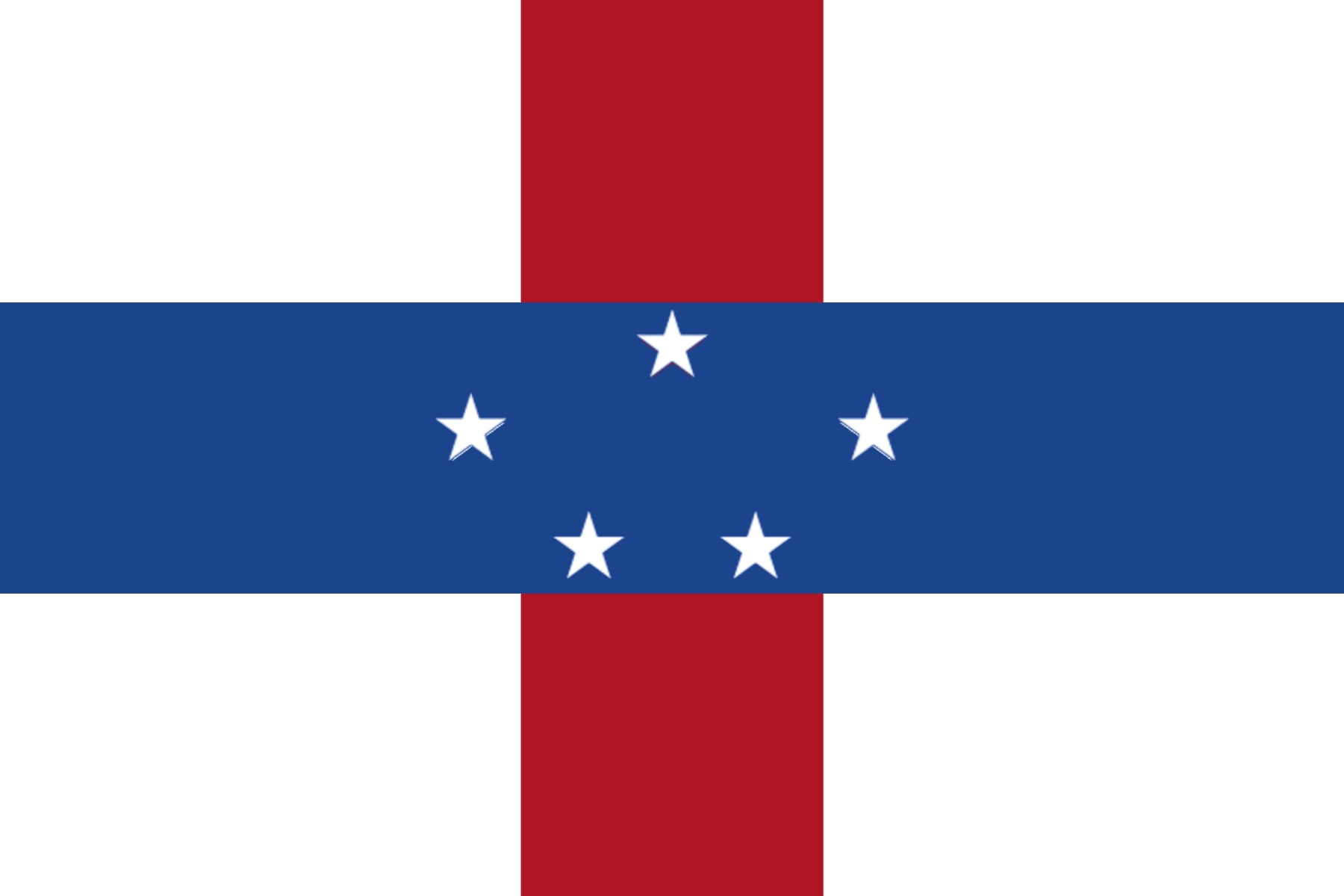
Vlag van de Nederlandse Antillen (1986-2010)

Antilliaans Verhaal is een zesdelige televisiedocumentaire onder regie van Kees van Langeraad uit 1992 over de zes eilanden van de voormalige Nederlandse Antillen: Aruba, Bonaire, Curaçao, Sint Maarten, Sint Eustatius en Saba.
De documentaire werd uitgezonden bij de NOS vanaf maart 1992 en werd gelijktijdig uitgezonden op de Nederlandse Antillen. In 2010 werd de serie nogmaals vertoond door VPRO's Geschiedenis 24 in het kader van de ontmanteling van het land Nederlandse Antillen op 10-10-2010. Het materiaal is aanwezig in het media-archief van het Nederlands Instituut voor Beeld en Geluid in Hilversum waar de inhoud van de verschillende afleveringen ook is beschreven.

## Inhoud en tijdspanne
Het idee achter de documentaire was om het leven en werken van de Antillianen zelf in beeld te brengen. De serie begint bij de vroegste geschiedenis van de inheemse bevolking van de eilanden en loopt tot 1986.

### Aflevering 1 (lengte 0:50:44)

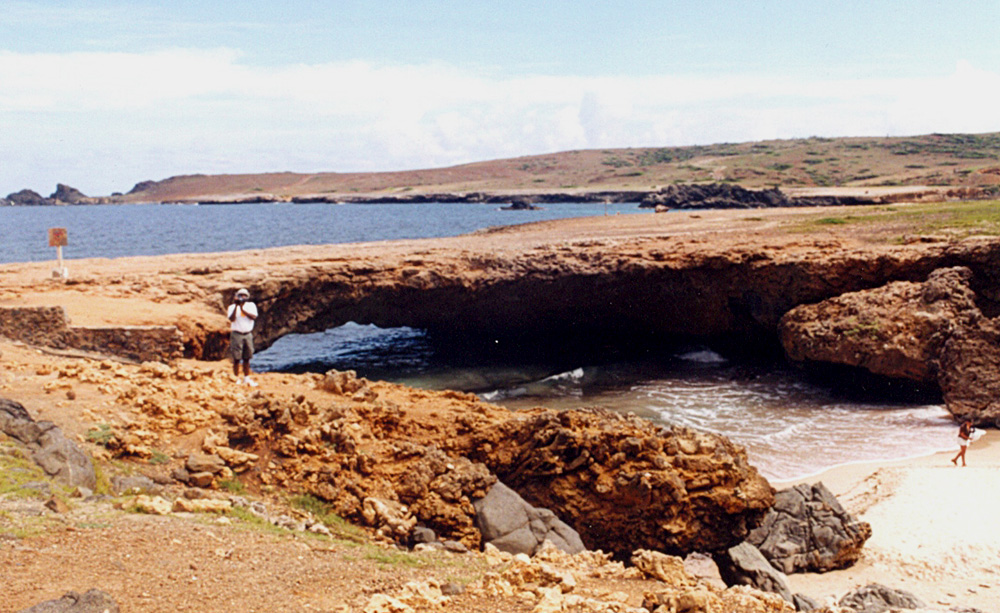
Aruba - Natuurlijke brug van een koraalformatie

Stille getuigen. Geologie van de Antillen: de vulkanische oorsprong van de eilanden en de archeologische vondsten van culturen van de inheemse bevolking op de Beneden- en Bovenwindse Eilanden.
Interviews met:
- landbouwer Clifford A. Gibbs (Sint Eustatius) die een verhaal vertelt over zwarte jongen die door zijn meesteres in een nest rode mieren werd gezet omdat hij stiekem naar school ging om te leren lezen;
- Errol Cova (vakbondsleider);
- geoloog Armando Curet over het vulkanisch gesteente op Aruba;
- bioloog Jeffrey Sybes over het koraal;
- ambtenaar Charley Lopes over de verschillende bomen op de bodem van de vulkaan de Quill;
- archeoloog Francisco E. Duran over archeologische vondsten;
- archeoloog José Maria Cruxent over bodemvondsten en de oorspronkelijke bewoners (Caquetios) van de Benedenwindse Eilanden;
- archeoloog Egbert Boerstra over de ontdekking van de Benedenwindse Eilanden;
- archeoloog Jay B. Haviser jr. over de oorspronkelijke bewoners van en archeologische vondsten op Curaçao;
- archeoloog Aad Versteeg over de vondst van een inheemse nederzetting op Sint Eustatius;
- Frans Booi, hoofd Bureau Cultuur Bonaire, over de betekenis van oude afbeeldingen in grotten.

### Aflevering 2 (lengte 0:50:44)

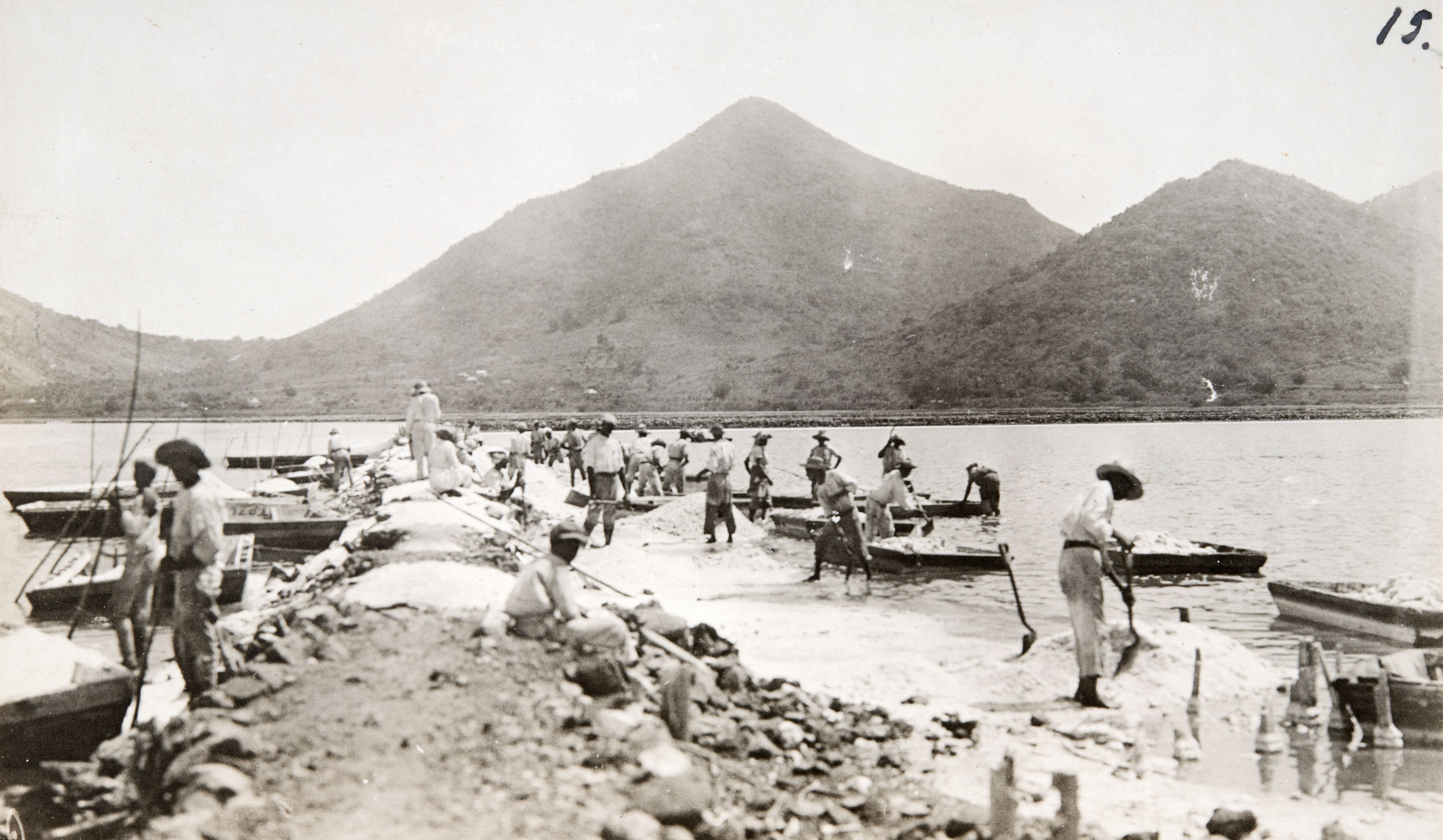
Collectie NMvWereldculturen, TM-60037078, Foto 'Zoutwinning', fotograaf niet bekend, 1915-1921

Vreemde voetsporen: de kolonisatie van de Antillen door verschillende landen.
Interviews met:
- archeoloog Jose Maria Cruxent over het vermeende kannibalisme van de inheemse bevolking op de Antillen;
- mgr. R. Ovidio Perez Morales, bisschop van Coro (Venezuela), over de bekering van de indianen tot het christendom;
- pastoor R.H. Nooyen over piraten en zeerovers op de Antillen;
- leraar Frans van der Hoeven over de zoutwinning door de Nederlanders op Sint Maarten;
- socioloog Harry Hoetink over de Nederlandse twijfel in de 17e eeuw over de kolonisatie van de Antillen en de bevolking van de eilanden;
- Julian Connor, politicus Sint Maarten, over de invloed van Engelse kolonisten op de Bovenwindse Eilanden;
- historica Erkala Maduro over de periode dat de West Indische Compagnie (WIC) op Curaçao verbleef;
- bankier Charles Gomez Casseres sr. over de Portugese en Zuid-Amerikaanse joodse kolonisten op Curaçao;
- notaris Jacob A. Schuitkamp over de lage koers van de aandelen van de WIC, het uiteindelijke faillissement en de Nederlandse slavenhandel vanuit West-Afrika;
- sociaal filosoof Alejandro Felippe Paula over de slavenhandel op Curaçao.

### Aflevering 3 (lengte 0:50:47)

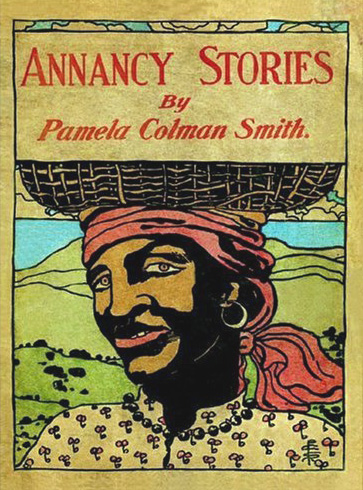
Omslag van Annancy Stories door Pamela Colman Smith

Sprekende getuigen: de handel van Joden op Curaçao, het leven van de slaven op de plantages, het ontstaan van het Papiamentu, de roerige geschiedenis van Sint-Eustatius, de contacten tussen Curaçao en Venezuela en de slavenopstand van 1795 op Curaçao.
Interviews met:
- bankier Charles Gomez Casseres sr. over Joden die onder bescherming van de West Indische Compagnie (WIC) naar de Antillen gingen;
- schrijver Elis Juliana over de slavernij op Curaçao;
- Frans Booi, hoofd Bureau Cultuur Bonaire, over de zoutvlaktes op Bonaire waar slaven werkten;
- sociaal filosoof Alejandro Felippe Paula over de strijdbaarheid van de slaven;
- schrijver Frank Martinus Arion over het ontstaan van het Papiamentu;
- schrijver Elis Juliana over de Anansi als symbool van overleving tijdens de slaventijd;
- Mervin Gibbs van de Historical Foundation op Sint Eustatius over de vondst van oude scherven;
- toneelschrijver Ellis Lopes over de historie van Sint Eustatius;
- Linette Brice, voorzitter Historical Foundation, over de oprichting van een stichting tot behoud van het historisch erfgoed van Sint Eustatius;
- regisseur Gilbert Bacilio over de slavenleiders Tula en Karpata die door Nederlandse militairen geëxecuteerd werden.

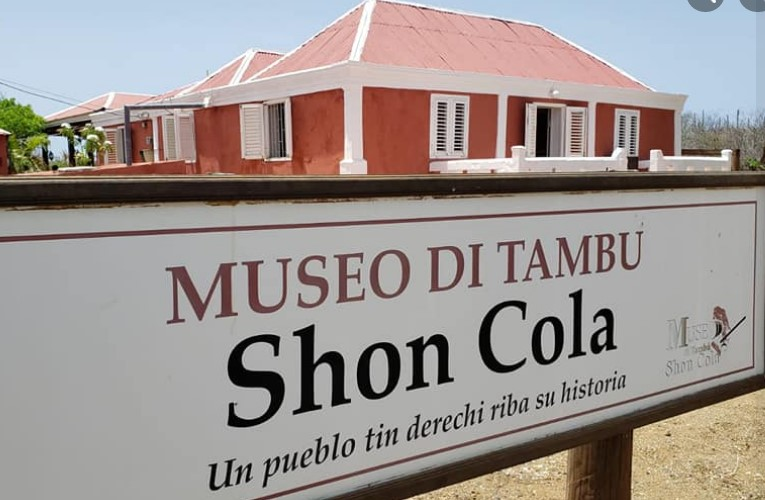
Museo di Tambu Shon Cola op Curaçao

### Aflevering 4 (lengte 0:51:18)
Vonken der Vrijheid: de vrijheidsstrijders Simon Bolivar, Manuel Piar en Louis Brion, de Antilliaanse muziek, de afschaffing van de slavernij, het leven op Saba.
Interviews met:
- musicoloog Henry Moen over de ontwikkeling van de Antilliaanse muziek tambú en dans;
- sociaal filosoof Alejandro Felippe Paula over de afschaffing van de slavernij, in juli 1863;
- cultureel adviseur Camille E. Baly over de situatie van de voormalige slaven na de afschaffing van de slavernij;
- Emilio Wilson (75) van Sint Maarten over het leven op plantage Rockland Estate;
- een voormalige bewoner van de plantage over het vroegere leven aldaar;
- Charley Arnaud (85) van Sint Eustatius over de verhalen die hij van voormalige slaven gehoord heeft;
- Clifford A. Gibbs (76) van Sint Eustatius over een de wrede slavenhouder Moore die zijn slaven (Jim) ernstig liet mishandelen;
- muzikant Victor Rivers, woont tegenover het voormalige huis van een ‘haarsnijder’;
- Rebecca Livingstone (88) die vroeger goederen van de gouverneur-generaal de rotsen van Saba op sjouwde;
- Edwin Johnson (86) over het leven op Saba in vroeger tijd;
- Vincent Hassell (65) over de moeizame landbewerking en alle spullen die de berg op gedragen moesten worden;
- David Doncker (80) over de vroegere discriminatie.

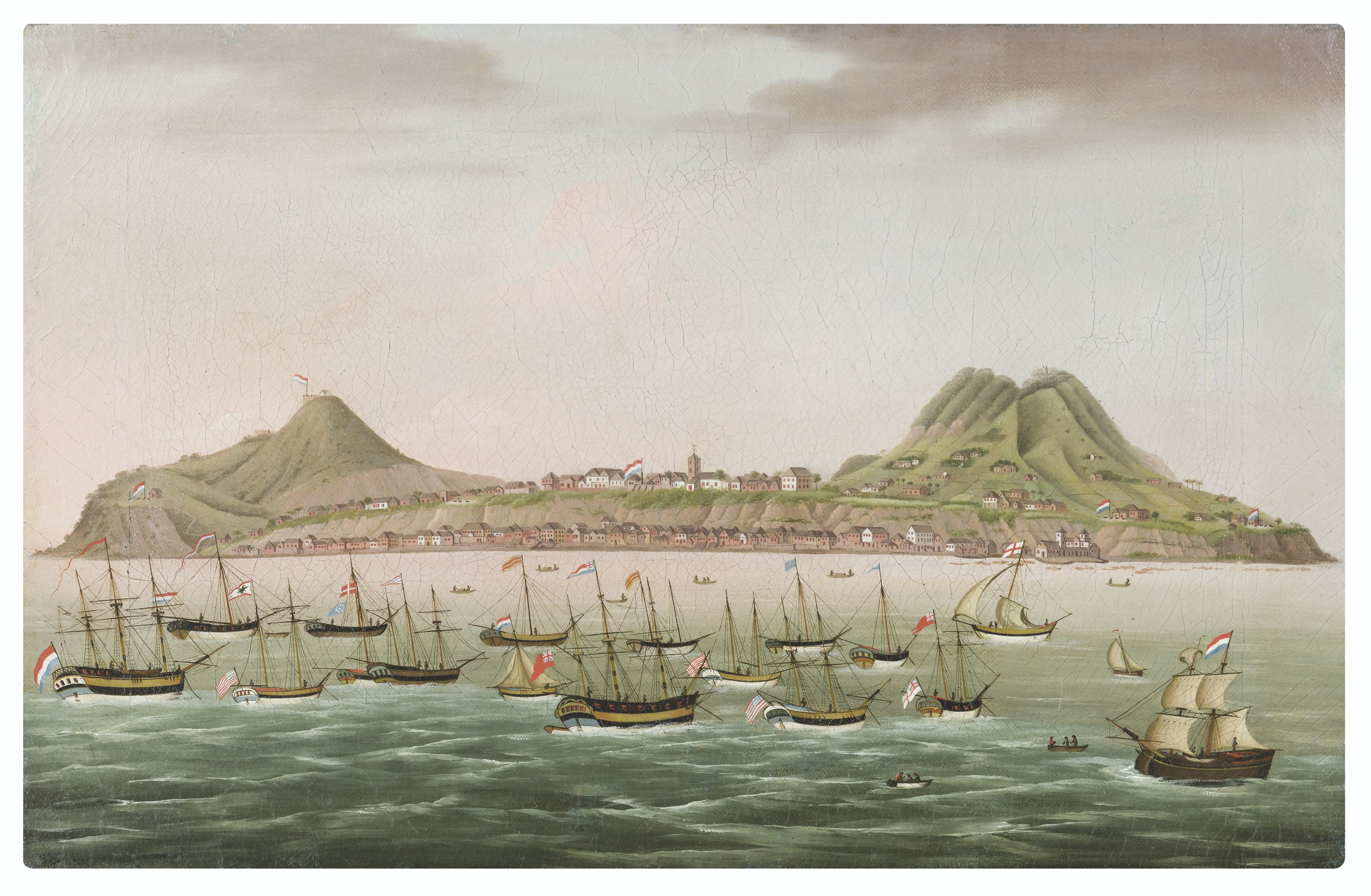
Sint Eustatius eind 18e eeuw

### Aflevering 5 (lengte 0:52:03)
Op eigen kracht: de afstamming van Arubanen; de olieraffinaderij op Curaçao; de komst van Europeanen naar de Antillen; de rol van de katholieke kerk; de Tweede Wereldoorlog; het streven naar autonomie van de Antillen.
Interviews met:
- Julio Maduro, Arubaans folklorist, over de afstamming van de Arubanen, de landbouw, de trots van de Arubaan;
- Sila Anthony (67) over het maken van hoeden op Curaçao;
- Robert van Romondt, opzichter CCM, over de fosfaatwinning op Curaçao;
- oliedeskundige Theo Tijssen over de historie van de olieraffinaderijen op Curaçao;
- Freddie Dirksz (76), eerste employé van LAGO Oil, over de komst van vele werknemers uit de Antillen naar Aruba;
- politica Lelia Peternella over de typische gezinsvormen op de Antillen;
- Philippus Petrona (88), inwoner, over het leven van vroeger;
- actrice Nydia Ecury over het verbod op dansen en feesten door de Rooms-Katholieke Kerk op Curaçao;
- gedeputeerde Angel Salsbach over de lessen op school in het Nederlands i.p.v. het Papiamentu;
- veteraan Venancio Emerenciano (82) over de aanvallen op olieschepen tijdens de Tweede Wereldoorlog.

### Aflevering 6 (lengte 1:01:44)

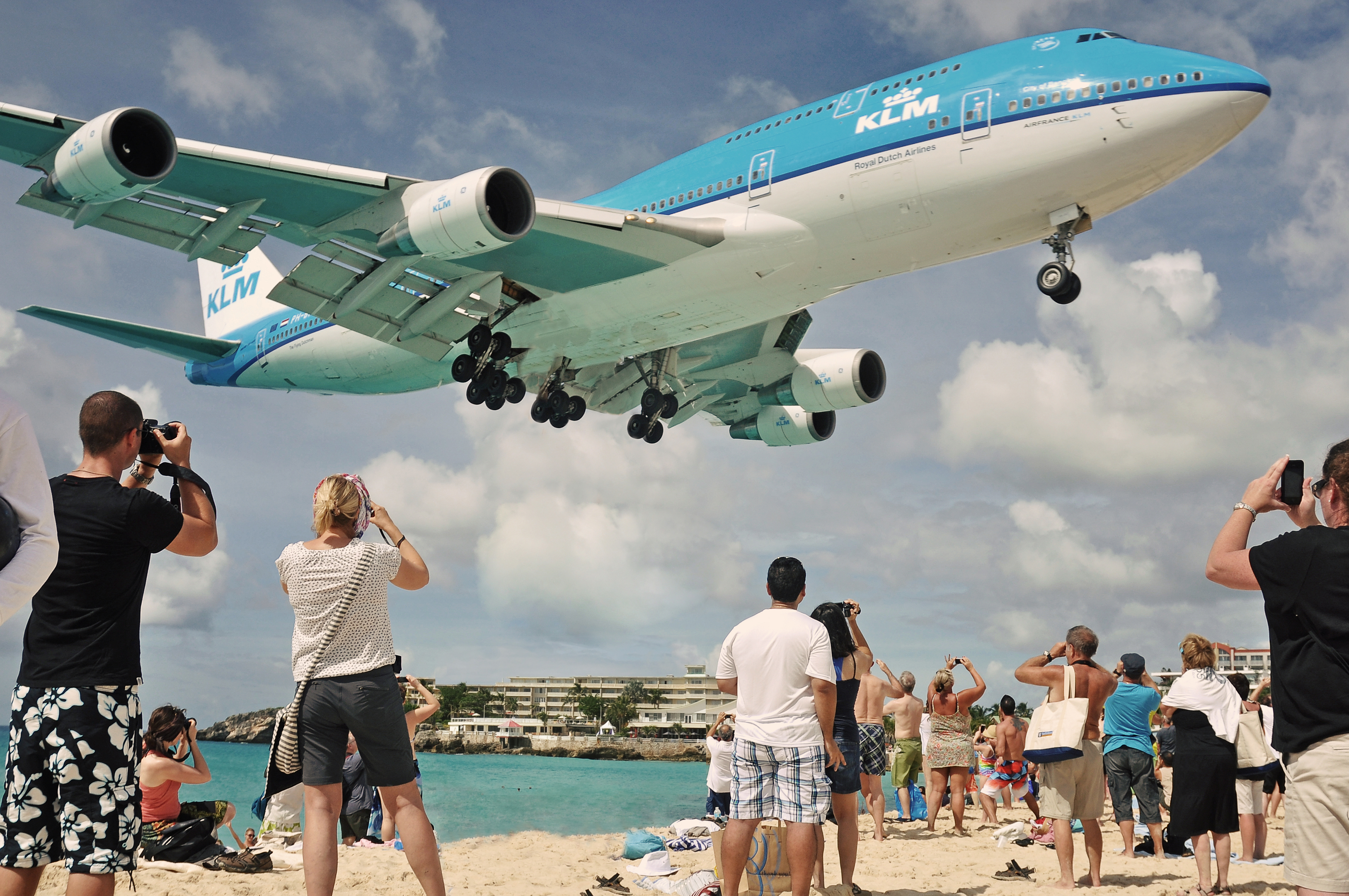
KLM 747-400 landt op Princess Juliana Airport Sint Maarten over het strand van Maho

Uren van waarheid: de staking en het daaropvolgende oproer van mei 1969 op Curaçao. De status aparte van Aruba , de geldelijke steun vanuit Nederland, de toename van het toerisme en de toekomst van de Antillen.
Interviews met:
- voormalig vakbondsleider Ewald Ong-a-Kwi;
- Stanley Brown, actieleider in mei 1969;
- voormalig wachtcommandant Felix Sulbaran;
- voormalig vakbondsleider Wilson ‘Papa’ Godett;
- voormalig vicepremier Ramez J. Isa;
- Jan J. Beaujon, voormalig adviseur van de Centrale Regering;
- voormalig premier Piet de Jong over het inzetten van militairen uit Nederland bij het oproer en de Nederlandse verantwoordelijkheid voor de Antillianen;
- Dominico Martina oprichter van de partij Beweging Nieuwe Antillen (MAN);
- krotbewoners over hun woonsituatie en verwachtingen van Nederland;
- voormalig premier J.M.G. Evertsz over de onafhankelijkheid van Curaçao;
- zakenman Oscar Henriquez over het toegenomen toerisme op Aruba;
- Claude Wathey, senator en leider van de Democratische Partij op Sint-Maarten;
- landbouwer Edward Richardson over de politieke desinteresse in de landbouw op Sint-Maarten ten faveure van het toerisme;
- Charles Arnaud (88) over ontwikkelingshulp aan de Antillen;
- sociaal filosoof Alejandro Felippe Paula over de samenwerking tussen verschillende partijen op Curaçao;
- Maureen Everts van Nos-Travel over het toerisme op Curaçao;
- onderwijsinspectrice Ruth Zefrin over het onderwijs in het Papiamento.

## Productie

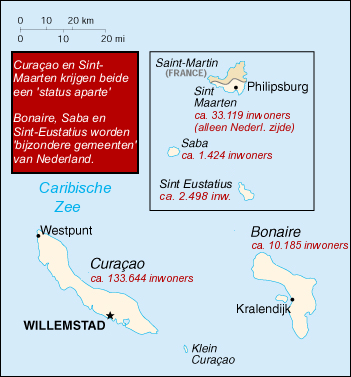
Staatkundigehervormingenantillen

Antilliaans Verhaal is een coproductie van de NOS en de Antilliaanse Televisie Maatschappij waarin Tele-Curacao en Tele-Aruba samenwerken. Het Foundation Television Netwerk van Sint Maarten verleende ook zijn medewerking. Er is tweeëneenhalf jaar gewerkt aan de opnamen die deels ook in Venezuela en Europa plaatsvonden. Ook Sticusa werkte aan de productie mee.
De ruwe montage van de documentaire werd beoordeeld door een commissie waarin onder meer Harry Hoetink, hoofd van het toenmalig Centraal Historisch Archief van de Nederlandse Antillen (nu Nationaal Archief Curaçao) zitting had alsmede Alejandro Felippe Paula en Angel Salsbach.

## Boek
Een samenvatting van de zes delen is in boekvorm vastgelegd onder dezelfde titel en uitgegeven door Walburg Pers in 1992. Auteurs Luis Daal en Ted Schouten bekijken de geschiedenis vanuit het standpunt van de eilanden zelf.